# Bukownik
Bukownik – maszyna rolnicza przeznaczona do wyłuskiwania ziaren koniczyny, prosa i lucerny. Ma cylindryczny kształt. Klepisko wykonane jest ze stalowej siatki. Cepy mają kształt spiralnej listwy.
Wrzucone do cylindra bukownika główki koniczyny cepy przecierają przez sito klepiska. Następnie należy wytarte nasiona oczyścić.
Bukownik napędzany był dawniej ręczną korbą, obecnie silnikiem elektrycznym.